# Jesse Aungles
Jesse Aungles (Adelaide, 8 de junho de 1995) é um nadador paralímpico australiano. Aungles competiu em quatro provas da natação nos Jogos Paralímpicos de Verão de 2016 no Rio de Janeiro. Ficou em oitavo na final dos 400 metros livre S8, em sétimo nos 100 metros borboleta S8, em sétimo nos 100 metros costas e em sexto nos 200 metros medley individual masculino, na categoria SM8.